# ريك ألين (صحفي رياضي)
ريك ألين (بالإنجليزية: Rick Allen)‏ هو صحفي رياضي أمريكي، ولد في 17 يونيو 1969 في غراند إيسلاند في الولايات المتحدة.